# Værløse Svømmehal
Værløse Svømmehal blev indviet 4. juni 2003.
Svømmehalsdelen består af tre forskellige bassintyper: Et traditionelt 25 m bassin, 26,5 grader varmt, dog bredere end sædvanligt med 8 baner mod normalt 6 baner. Herved vindes en hel del plads til gavn for den offentlige badetid, samtidig med at bassinet lever op til kravene for konkurrencesvømning på kortbane – til gavn for klubberne. Det store bassin er forsynet med 1- og 3-metervipper og en klatrevæg, der kan sænkes ned fra loftet, med udfordringer for både børn og voksne.
Dertil kommer et 30,5 grader varmt integreret undervisning- og morskabsbassin på knap 130 m2 og et børnebassin på 50 m2. Bassinerne indeholder boblezone, modstrømskanal, vandkanon samt springvandsfigur i børnebassinets lave ende. Den 120 cm dybe ende af undervisningsbassinet dækker behovet for babysvømning og småbørnsundervisning, og i den modsatte ende er der plads til leg med skumlegeting. Samtidig er der en 55 m lang rutschebane.
Dertil kommer en "relaxafdeling" med omklædningsforhold. Her er en sauna på 90 grader og et tylarium på 50-70 grader med variabel fugtighed og tilsætning af duftsalte samt et dampbad. Desuden et solarium, massagerum og et hyggehjørne. Varmtvandsbassinet er 50 m2 med temperatur på 34 grader, og det er centrum for det sammenhængende miljø med en rolig atmosfære som det gennemgående tema.
Svømmehallen har et stort energiforbrug. Et solcelleanlæg på taget producerer noget af strømmen, og et flowbatteri på 40 kW effekt og 200 kWh energi mindsker forskelle.
|  | Denne artikel om en bygning eller et bygningsværk kan blive bedre, hvis der indsættes et (bedre) billede. Du kan hjælpe ved at afsøge Wikimedia Commons for et passende billede eller lægge et op på Wikimedia Commons med en af de tilladte licenser og indsætte det i artiklen. |

55°47′01″N 12°21′04″Ø / 55.78361°N 12.35111°Ø